# بازل راثبون
بازل راثبون (بالإنجليزية: Basil Rathbone)‏ ممثل سينمائي ومسرحي إنجليزي (13 يونيو 1892 - 21 يوليو 1967) برز اسمه على المسرح الشكسبيري، واشتهر في السينما بدور شرلوك هولمز. كما شارك في أكثر من 70 فيلمًا، معظمها تاريخي، وكانت مشاركاته في أفلام مقتبسة من أعمال من أدبية مثل المتعنترون وشارك أيضاً في بعض أفلام الرُعب. ورُشِّح للفوز بجائزتيّ أوسكار أحدها عن دوره في فيلم روميو وجولييت، والأخرى عن دوره في فيلم لو كنت الملك.
أدى بازل غالباً شخصية الشرير الجذاب، مثل شخصية السيد موردستورن في فيلم (دافيد كوبرفيلد) وشخصية سير جاي من جيسبورن في فيلم (مغامرات روبين هود) وشخصية القبطان استيبان باسكوال في فيلم علامة زورو، ومع ذلك، يُعَد أشهر أدوار بازل دور بطل وليس شرير، وهو دور شيرلوك هولمز الذي مثله في أربعة عشر فيلمًا هوليوديًا ما بين عاميّ 1939 - 1946 وفي سلسلة حلقات على الراديو. وفي المسرح، وبعض الأعمال التلفزيونية كالإعلانات، منها سلسلة من الإعلانات التلفزيونية لمبيدات جيتز كان يظهر فيها مرتديًا زي شارلوك هولمز تحت عنوان (جيتز يقضي عليهم منذ 1888).
وقد كان راثبون معجبا بأدواره السينمائية التي كان يبارز فيها بالسيف (حيث كانت المبارزة بالسيف إحدى وسائل التسلية المفضلة لديه). واحدى مبارزاته بالسيف كانت ضد إيرول فلين على الشاطئ في فيلم كابتن بلد وذلك بالإضافة إلى المبارزات والمواجهات التي كانت في مغامرات روبن هود. كما شارك في مواجهات المبارزة بالسيف التي حدثت في فيلم برج لندن، وفيلم علامة زورو، ومهرج البلاط الملكي. وعلى الرغم من مهارة راثبون في المبارزة في الحقيقة، الا انه فاز مرتين فقط في المبارزات التي خاضها في افلامه، والتي كانت احداها ضد ماركيشيو (جون باريمور) في فيلم روميو وجولييت والأخرى ضد الراهب فيلبي (إيوجين بالية) في فيلم علامة زورو.

## المولد والنشأة
وُلِد بازل راثبون يوم 13 يونيو من العام 1892 في جوهانسبرغ بجنوب أفريقيا لوالدين بريطانيين، وهو الابن الأوسط بين أربعة اخوة هم هارولد وهوراس، وبياتريس وجون. وكانت والدته آنا باربرا جورج عازفة كمان، ووالده ادغار راثبون مهندس تعدين، وسليل عائلة راثبون من ليفربول. وهو قريب للممثل فرانك بنسون، ويشبهه إلى حد كبير. وتربطه صلة قرابة أيضاً بالنائبة المستقلة اليانور راثبون. وهو أيضاً حفيد ويليام راثبون، أحد تجار ليفربول المرموقين الذي أسس (شركة الأخوة راثبون) وهي واحدة من أكبر شركات إدارة الثروات في المملكة المتحدة. وعائلة راثبون المعروفة بالنشاط في العمل الخيري.
والجدير بالذكر أن (إدغار) هو أحد المتهمين بالجاسوسية بعد غارة جيمسون. وهي غارة وقعت في (29 كانون الأول / ديسمبر 1895 - 2 كانون الثاني / يناير 1896) ضد جمهورية جنوب أفريقيا (المعروفة باسم الترانسفال) قام بها رجل الاستعمار البريطاني ليندر ستار جميسون. وصل التوتر ذروته في عام 1895 حين حاول رئيس الوزراء مستعمرة الكاب، سيسل جون رودس، استغلال مظالم اليوتلاندرز من أجل ضم جمهورية الترانسفال. وخططت مجموعة من اليوتلاندرز في ويتواترزراند عرفت باسم لجنة الإصلاح للقيام بانتفاضة في جوهانسبرغ، مصدر الذهب، وقد سميت هذه الغارة بـ «غارة جيمسون» على اسم قائدها ليندر ستار جيمسون من بتسوانالاند المجاورة. كان من المقرر أن تقوم مجموعة مسلحة من شرطة شركة رودس البريطانية بجنوب إفريقيا بدعم الثورة، وقد تم هذا التخطيط بكامل علم وإذن سكرتير المستعمرات البريطانية جوزيف تشمبرلين، إلا أن انتفاضة اليوتلاندرز هذه لم تتم، إذ إن جيمسون الذي غزا الجمهورية على الرغم من هذه النكسة، هُزم وقبضت عليه سلطات الترانسفال. فأنهى ذلك حياة رودس السياسية، وغُض الطرف عن دور تشمبرلين في تلك المسألة.
أدت غارة جيمسون إلى زيادة التوتر بين البريطانيين والجمهورية، وسط ازدياد أعداد المهاجرين الأجانب ومطالبتهم بحقوقهم السياسية والاجتماعية والاقتصادية، وقد ساندتهم السلطات البريطانية في ذلك، كما بدأت، في ذلك الوقت، الأطماع البريطانية في الظهور، بأمل السيطرة على مصادر الثروة من الذهب والألماس، تزايدت رغبة القيادات السياسية البريطانية في احتلال الدولتين تحقيقاً لأهداف، أهمها: التزام بريطانيا بحماية مصالح رعاياها من المستوطنين في جنوب أفريقيا، ومنع البوير من الاستحواذ على الإقليم لصالح هولندا مما يضعف ويضر بسمعة الإمبراطورية البريطانية، هذا بجانب ما لا ترغب فيه بريطانيا ولا يتوافق مع سياساتها في معاملة البوير السيئة للأفارقة السود.مما جعل من الصعب على الدولتين البويريتين الاحتفاظ باستقلالهما، ومن ثم، لاحت نذر الحرب في الأفق، إلى تحالف عسكري دولتي الترانسفال بقيادة بول كروجر ودولة البرتقال الحرة بقيادة مارتينوس استين ضد بريطانيا في العام 1897، وتزامن ذلك مع سعي الدولتين الحثيث لجلب الأسلحة الحديثة من أوروبا، شملت أحدث البنادق وقطع المدفعية، كما عززت غارة جيمسون أيضًا موقف القوى المحافظة في الأوساط السياسية في الجمهورية. نتيجة لذلك حقق كروجر نصرًا في الانتخابات الرئاسية في عام 1898م. منذ ذلك الحين لم يعد كروجر، يثق في الحكومة البريطانية، وبصفة خاصة في جوزيف تشمبرلين، وأصبح من الصعب على كلا الطرفين حل خلافاتهما بالتفاوض.
حين عادت عائلة راثبون من جنوب أفريقيا، التحق بازل بمدرسة ريبتون في ديربيشاير 1906-1910، حيث تميّز في الرياضة بشكل خاص، وعندما تخرج أخبر والده عن رغبته في العمل بالمسرح مع فرانك بنسون، لكن والده اشترط عليه أن يعمل في مهنة تقليدية، فعمل بعدها لفترة وجيزة في شركات تأمين في ليفربول، لتحقيق رغبة والده في العمل في مهنة تقليدية، وكان والده يأمل خلال هذه الفترة أن ينسى بازل المسرح.

## الحرب العالمية الأولى
استُدعي بازل راثبون في نهاية عام 1915 بواسطة دربي سيم إلى الجيش البريطاني كجندي في الفوج الإسكتلندي اللندني، وانضم إلى فوج تضمن زملائه المستقبليين في مجال التمثيل الاحترافي وهُم كلود راينس وهربرت مارشال ورونالد كولمان الذين تعامل معهم في فترات مختلفة أثناء الحرب. وبعد أن أنهى التدريب الأساسي في أوائل عام 1916، تلقى تكليفه كمُلازم في الكتيبة 2/10 في فوج ليفربول المَلكي (ليفربول الإسكتلندي)، حيث عمل كضابط مخابرات، وحصل على رتبة نقيب في النهاية.
قُتل شقيقه الأصغر «جون» أثناء أداء الخدمة في 4 يونيو 1918، واستطاع راثبون بعد مقتل شقيقه إقناع رؤسائه بالسماح له باستطلاع مراكز العدو أثناء النهار بدلاً من الليل كما كان سائدًا حينها لتقليل فرصة كشف جنود الاستطلاع. وقد وصف راثبون الأمر في سيرته الذاتية قائلاً: «كانت ملابس التمويه مصنوعة لتجعلنا نبدو كالأشجار، وكنا نضع على رؤوسنا أكاليل من أوراق الشجر المقطوفة حديثًا، ووجوهنا وأيدينا مُسوّدة بفِعل الفلين المحروق». ونتيجةً لدوريات الاستطلاع النهارية الخطيرة جدًا هذه، مُنح بازل راثبون في سبتمبر 1918 وسام الصليب العسكري على «شجاعته المتميزة وسعة حيلته في الدوريات».
في عام 2012 اكتشف خطابين كتبهما بازل راثبون إلى عائلته أثناء الحرب العالمية الأولى، والتي سلطت الضوء على حالته الذهنية في ذلك الوقت.

## مسيرته الفنية

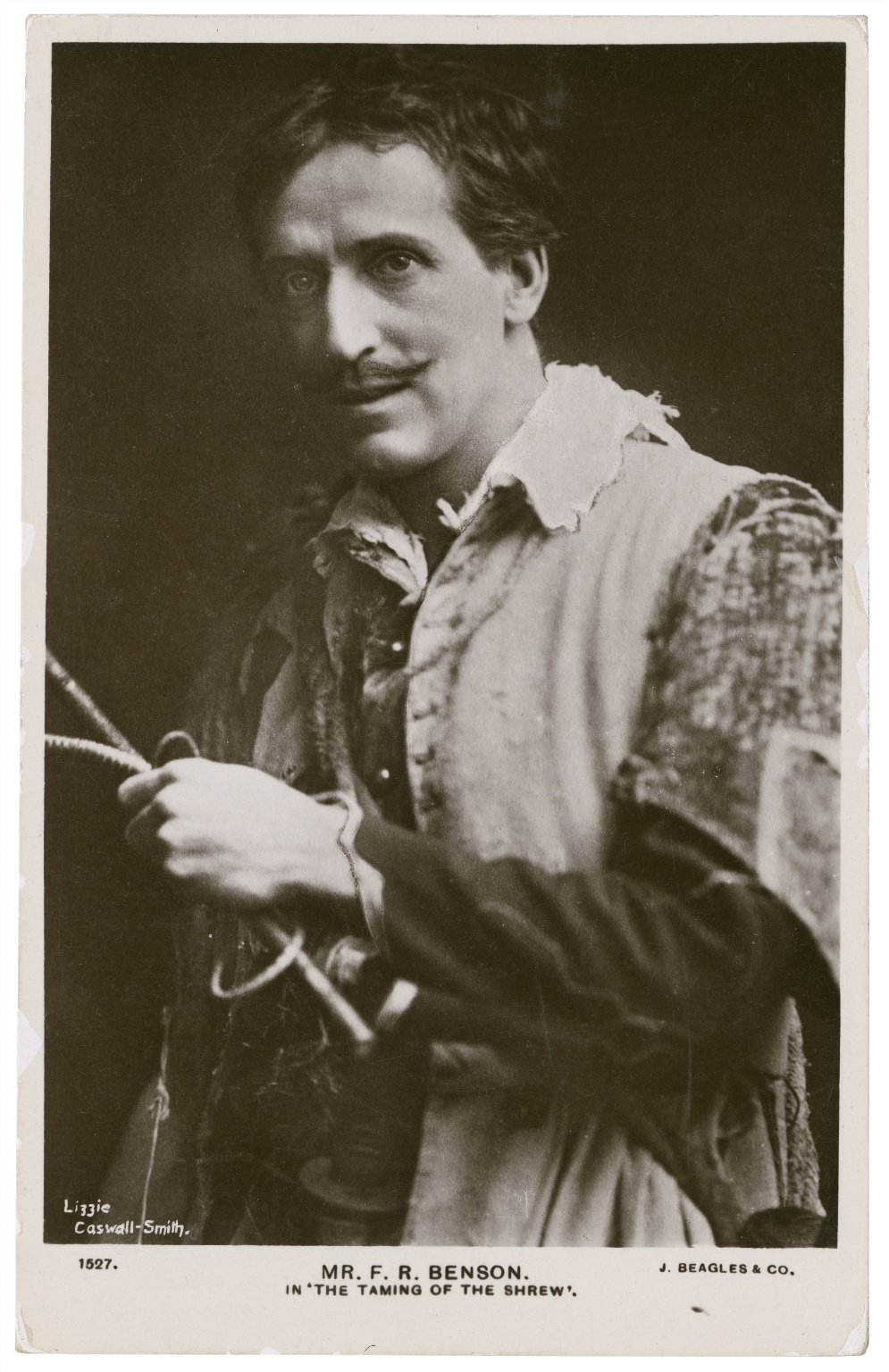
فرانك بنسن في دور بيتروتشيو من مسرحية ترويض النمرة

بدأ بازل راثبون مسيرته الفنية كممثل مسرحي، حيث ظهر لأول مرة على المسرح يوم 22 إبريل من العام 1911 في مسرح رويال، إبسويتش، سوفولك، في دور هورتينشيو في مسرحية (ترويض النمرة) التي أنتجتها شركة ابن عمه السير فرانك بنسون، ومن إخراج هنري هيربرت، وكان عمره يومها 19 سنة.
وفرانك بنسون هو ممثل بريطاني ولد في ويلز عام 1858، وتلقى تعليمه في وينشستر وكلية نيو أوكسفورد، وفي الجامعة تميز كلاعب رياضي وكممثل للهواة، وأسس شركته الخاصة للأنتاج عام 1883 وأنتج جميع مسرحيات شكسبير باستثناء ثلاثة. وبرز وقتئذ بأنه صاحب أول عرض مسرحي يوناني في أوكسفورد بمسرحية أجاممنون، والذي شارك فيها العديد من رجال أكسفورد الذين اشتهروا بعد ذلك في مجالات أخرى.
وبعد رحيله من أكسفورد، احترف التمثيل. فقد ظهر بنسون لأول مرة على مسرح الليسيوم تحت إشراف هنري إيفرنج في مسرحية «روميو وجوليت» التي عُرضت في باريس عام 1882, وفي السنة التي تلتها أسس شركة يديرها بنفسه حيث تقلد المنصب خلفاً لوالتر بنيتلي.
ومنذ ذلك الحين اتسعت شهرته بصفته ممثل للأدوارالرئيسة والمنظم للشركة الوحيدة المعاصرة الخاصة بمسرح الذخائر التي تقوم بعمل جولات فنية عبر المقاطعات على حد سواء.
واكتسب بينسون نجاحاته الأساسية خارج لندن لعدة سنوات ولكنه قضى موسماً على مسرح جلوب في عام 1890 وعلى مسرح الليسيون عام 1900 بينما قدم مؤلفاته على مسرح كورونيت بعدها بسنوات لاحقة. وضمت شركته من وقت لآخر ممثلين وممثلات ممن تدربوا على يديه مما جعله يشتهر على حسابهم. وقد أثر بنسون تأثيراً مهماً في المسرح المعاصرعن طريق تأسيسه لهذه الشركة وكذلك تأسيسه لمدرسة التمثيل الدرامي عام1901.
ذهب بازل إلى الولايات المتحدة في أكتوبر عام 1912 مع شركة بنسن ولعب أدوار مسرحية مثل بارس في (روميو وجولييت) وفينتون في مسرحية (نساء ويندسور المرِحات) وسيلفيوس في مسرحية (كما تُحبها) ثم عاد بعد ذلك إلى بريطانيا، وظهر لأول مرة على مسرح سافوي في لندن في 9 يوليو 1914، بدور فينش في مسرحية (خطيئة دافيد) وظهر في ديسمبر من نفس العام كذلك في مسرح شافتسبوري بدور داوفاين في مسرحية (هنري الخامس).
عام 1915 تنقل في جولات مسرحية في إنجلترا وسكوتلندا وويلز منها كارديف ونيوكاسل وليدز وادنبرة وبلاكبيرن وبرادفورد وغلاسكو وكان بصحبة الممثل السير فرانك بنسون (وهو قريبه الذي يشبهه إلى حد كبير) وظهر معه أيضاً في مسرح بلاط لندن في ديسمبر بدور ليساندر في مسرحية (حلم ليلة صيف) ومسرحية ريتشارد الثالث لويليام شكسبير.
خلال المهرجان الصيفي لعام 1919، ظهر بازل راثبون في ستراتفورد أبون آفون مع شركة شكسبير الجديدة ولعب أدوار شخصيات عديدة منها دور روميو، وكاسيوس، وفرديناند في مسرحية تيمبست وفلوريزل في قصة الشتاء لشكسبير. وفي شهر أكتوبر من نفس العام، لعب دور المساعد الشخصي لنابليون في مسرح الملكة بلندن، وفي فبراير 1920, لعب دور البطولة في مسرحية بيتر إبتسون على مسرح سافوي وقد حقق نجاحاً كبيراً بهذا الدور.

### 1921 - 1925

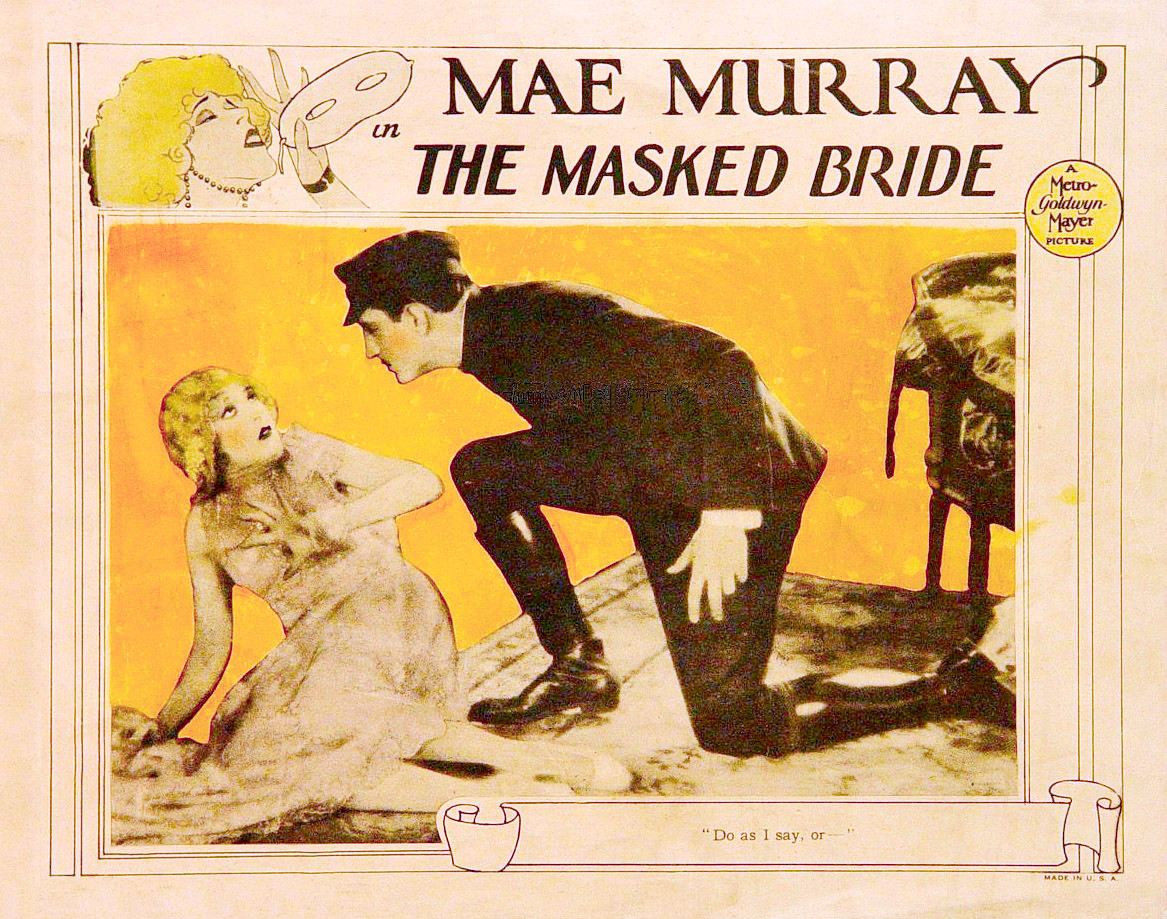
إعلان فيلم العروس الملثمة 1925

بدأ بازل راثبون مسيرته السينمائية في عام 1921 في الأفلام الصامتة وكان أول أفلامه فيلم بعنوان (البرئ) وفي ذات العام شارك في فيلم (فاكهة مثمرة) وكان دوره صغيراً، وفي عام 1922 لم يشارك في أي عمل سينمائي، بل ظل تركيزه منكباً على المسرح، حيث قام بعروض مسرحية عديدة في المملكة المتحدة. لأنه كان يقدم أعمالاً ناجحة يشارك فيها بدور البطولة، بعكس أفلامه في السينما الصامتة التي لم تحقق نجاحاً وكانت مشاركته بأدوار ثانوية.
عام 1923 حاول بازل راثبون تقديم أعمالا سينمائية مميزة فشارك بازل في فيلمين سينمائيين هما (مدرسة الفضائح) وقصته مقتبسة عن مسرحية ريتشارد برينسلي شيريدان «مدرسة الفضائح». والفيلم الأخر هو (ماري ملكة اسكوتلندا) والمقتبس عن شخصية الملكة ماري التي حكمت اسكتلندا في الفترة ما بين 14 ديسمبر عام 1542 حتى 24 يوليو عام 1567 والتي بدأت تهاوت شعبيتها عندما تزوجت من عشيقها بوثويل، كما أنها أصبحت تحكم بطريقة استبدادية، زيادة إلى عدم تسامحها مع الأفكار الدينية الأخرى وتطرفها لحساب مذهبها الكاثوليكى، وتم إجبارها على التنازل عن الحكم، فلجأت إلى عَدُوتِها السابقة، إليزابيث الأولى، فقامت بحبسها، واستغلت بعض الأطراف الكاثوليكية فرصة تواجدها في إنجلترا، فتم إقناعها لأن تشترك في مؤامرات ومخططات لإسقاط النظام، إلا أنها كُشِفت وانتهى الأمر بإعدامها.
وفي العام التالي شارك راثبون في فيلم (الفرقة مع الين) من إخراج توماس هنتر، وتمثيل غاستون جلاس، هيلين تشادويك، وشارك عام 1925 في فيلم العروس الملثمة وهو فيلم رومانسي من إخراج كريستي كابان، وتمثيل فرانسيس بوشمان وماي موراي

### 1926 - 1930
في عام 1926 شارك في فيلم (الخدعة العظيمة) وكان أخر فيلم صامت يشارك فيه. وفي ذات العام تم القبض على راثبون في نيويورك هو وكل فريق العمل الذي شارك في مسرحية الأسير، من ضمنهم الممثلة آن تريفور والممثل نورمان برتارد، وهي المسرحية التي لعب فيها راثبون دور رجل تتركه زوجته لأنها احبت امرأة أخرى. وعلى الرغم من أنه تم إسقاط التهم في نهاية المطاف، الا ان راثبون كان غاضباً جدا من الرقابة لأنه كان يعتقد أن المثلية الجنسية يجب ان يتم الإفصاح عنها علناً.
عام 1927 شارك راثبون في 3 مسرحيات، مقدماً عروض في نيويورك وسان فرانسيسكو. ثم عاد إلى المملكة المتحدة مواصلاً مسيرته المهنية على مسارح لندن وليفربول وشارك في مسرحية عطيل ومسرحية روميو وجولييت ومسرحية روبن هود ومسرحية جزيرة الكنز.
كان أول فيلم ناطق يشارك فيه بازل راثبون هو الفيلم الفكاهي (السيدة تشيني) عام 1929 أدى فيه دور اللورد آرثر ديلينج أمام الممثلة نورما شيرر التي أدت دور السيدة تشيني التي تتظاهر بأنها أرملة أسترالية في أحد فنادق مونتي كارلو بهدف سرقة عقد اللؤلؤ الخاص بها، وهو مؤامرة ابتكرها تشارلز، خادمها وشريكها في الجريمة. ومما يعقد الموقف أكثر هو المشاعر الرومانسية التي تحملها تجاه للورد آرثر.
ثم شارك في فيلم (قضية مقتل بيشوب) عام 1930 والذي لعب فيه دور المحقق فيلو فانس، والذي قامت احداثه على الرواية التي حققت مبيعات كبيرة. وفي الفيلم كانت هناك إشارة مصادفة لشيرلوك هولمز.

### البطل الثاني

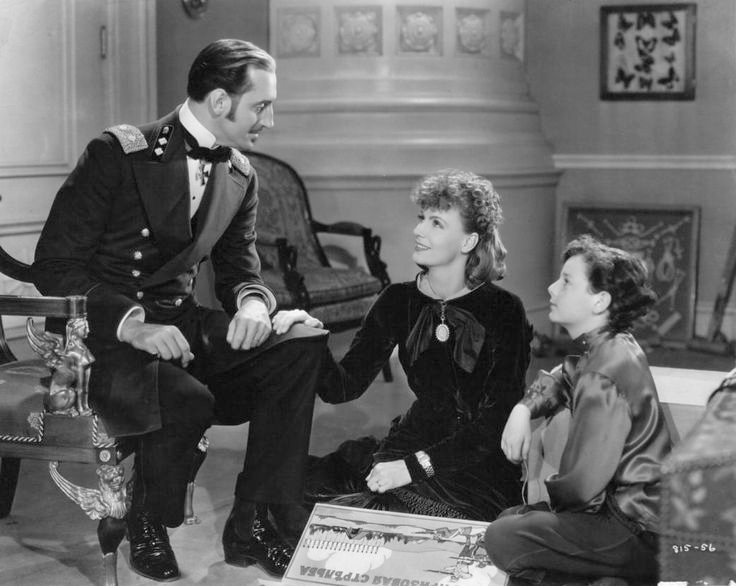
فيلم آنا كارنينا 1935

خلال الفترة المُمتدَّة بين عاميّ 1931 و 1939، سلك راثبون نفس الدرب الذي سلكه كلاً من جورج ساندرز وفنسنت برايس من بعده، حيث صنع لنفسه اسما في الثلاثينيات من القرن العشرين من خلال لعبه لأدوار الشر في بعض السلاسل الدرامية بالإضافة إلى الفرسان الثلاثة.
ورغم نجاحه سينمائياً حينها، لكن السينما لم تبعده عن المسرح، فقدم مسرحية عائلة باريت من شارع ويمبول مع كاثرين كورنيل، أدى خلالها دور روبرت براوننج، وحققت تلك المسرحية نجاح كبير، وتواصل عرضها عامين 1933 - 1934، وتدور قصة المسرحية في منزل باريت في شارع ويمبول في لندن عن سيرة الشاعر والكاتب الإنجليزي روبرت براونينغ وقصة الحب التي جمعته بالشاعرة الإنجليزية إليزابيث باريت، وهي أكبر أخوتها السبعة ويعيشون في منزل والدهم الذي يحكم عائلته بقسوه
وكان عام 1935 عاماً مميزاً لبازل، حيث شارك في 7 أفلام حققت النجاح، ويتضمن ذلك فيلم ديفيد كوبرفيلد الذي لعب فيه دور (السيد موردستون) زوج الأم المسيء، وفيلم آنا كارنينا مع غريتا غاربو الذي ظهر فيه كزوجها البعيد، كارينين، وفيلم (أخر أيام بومبي) الذي لعب فيه دور بيلاتيوس بونتيوس. وهو فيلم مقتبس عن رواية تحمل ذات الاسم، وتعتبر من أشهر روائع الأدب العالمي، وهي تصور حياة سكان مدينة بومبي الإيطالية في صيف عام 79 للميلاد وقبل أن يلفظ بركان فيزوف حممه الرهيبة ويدمرها في لحظة سجل التاريخ أهوالها ونتائجها. وفيلم (القبطان بلود) ولعب فيه دور القرصان ليفسور، وفيلم (قصة مدينتين) الذي لعب فيه دور ماركيز سانت إفريموند، وهو مبني على رواية تاريخية للكاتب تشارلز ديكنز تدور أحداثها في لندن، إنجلترا وباريس، فرنسا خلال أحداث الثورة الفرنسية والتي تصوّر محنة الطبقة العاملة الفرنسية تحت القمع الوحشى للأرستقراطية الفرنسية خلال السنوات التي قادت إلى الثورة، والوحشية التي مارسها الثوريون ضد الأرستقراطيين في السنوات الأولى للثورة، وتتبع حياة بعض الأشخاص خلال تلك الأحداث، أشهرهم في الرواية هو تشارلز دارنى، أحد الأرستقراطيين الفرنسيين، الذي يقع ضحية للثورة العمياء التي لم تميز بين الخير والشر برغم شخصيته الطيبة، وسيدنى كارتون، المحام الانجليزى السكير، الذي يضحى بحياته لأجل حبه لزوجة دارنى، لوسى مانيت.

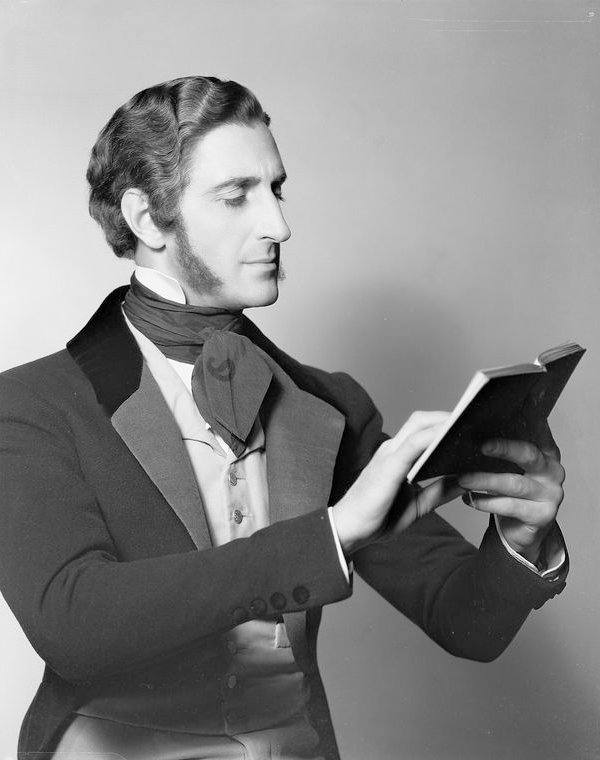
صورة ترويجية لراثبون من مسرحية عائلة باريت من شارع ويمبول

في عام 1936 شارك راثبون في فيلمين حققا النجاح، هما فيلم روميو وجولييت والذي لعب فيه دور تيبالت، مع ليزلي هوارد، نورما شيرر وجون باريمور، وفيلم حديقة الله مع مارلينه ديتريش والممثل الفرنسي تشارلز بوير والذي لعب فيه راثبون دور الكونت انطوني. وهو فيلم مقتبس عن رواية حديقة الله التي تروي قصة الراهب بوريس أندروفسكي الذي يشعر بضغط هائل لاضطراره إلى الوفاء بنذره كراهب، فيهرب من الدير إلى الصحراء، ومعه سر مشروب اللاجارناين، وهو مشروب الدير الشهير، الذي يحتوي على وصفة تنتقل من جيل إلى آخر من الرهبان، ويصادف ذلك ظهور الوريثة دوميني إنفيلدن التي تبحث عن السكينة والهدوء في الصحراء.
عام 1938 شارك بازل في 4 أفلام أشهرها فيلم (مغامرات روبن هود) مع إيرول فلين، والذي لعب فيه بازل أفضل ادواره الشريرة وهو السير غي من جيزبورن، وفيلم (مغامرات ماركو بولو) لعب فيه دور أحمد، وهو فيلم مقتبس عن حياة الرحالة الإيطالي الشهير ماركو بولو ورحلته إلى الصين. وفيلم دورية الفجر بمشاركة ابنه روديون وتدور احداثه عن الحرب العالمية الأولى، وفيلم لوكنت ملك الذي ترشح عنه لجائزة الاوسكار، وهو فيلم مقتبس عن رواية تحمل ذات الاسم، عن سيرة ذاتية تاريخية عن حياة شاعر القرون الوسطى الفرنسي فرانسوا فيلون، وتدور أحداث الفيلم حول ملك فرنسا لويس الحادي عشر الذي يعيش في معاناة يائسة، لأنه محاصر في باريس من قبل الرجنديين ويشتبه في أن هناك خائنا بين حاشيته، فيذهب متخفيا إلى حانة لمعرفة من الذي يقبل رسالة من العدو، وأثناء تواجده هناك، يتسلى بتصرفات وألاعيب الشاعر فرانسوا فيلون، الذي سرق الطعام من المخزن الملكي، فالوغد ينتقد الملك ويتفاخر بأفضل ما يمكنه فعله لو كان في مكان لويس، ثم يتم الكشف عن الخائن وهو غراند كونستابل أوسيغني، ولكن قبل أن يتم القبض عليه، يتم قتل الخائن في شجار من قبل فيلون. وكدعابة، يكافئ لويس فيلون بجعله موظف كبير جديد، على الرغم من أن الملك يعتزم سرا أن يعدمه بعد أسبوع.
عام 1939 شارك بازل في 6 أفلام أهمها فيلمين بشخصية شرلوك هولمز هما فيلم مغامرات شرلوك هولمز وفيلم كلب آل باسكرفيل إضافة إلى مشاركته في فيلم (ريو) بدور بول رينارد وفيلم (الشمس لاتغيب) وفيلمين من أفلام الرعب هما فيلم (برج لندن) أدى فيه دور (الملك ريتشارد الثالث) وفيلم ابن فرانكشتاين، مؤدياً لدور الجراح المتخصص بارون وولف.

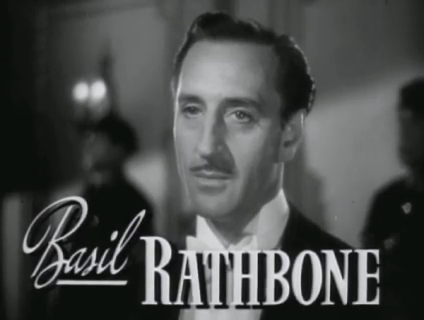
بازل راثبون في فيلم فوق الشبهات 1943

عام 1940 كان بازل راثبون قد نال شهرة عالمية بعد تجسيده لشخصية شرلوك هولمز، لكن ذلك لم يمنعه من المشاركة بدور ثانوي في فيلم علامة زورو مع تايرون باور وليندا دارنيل، وهو الفيلم الذي ظهر فيه بازل بدور القبطان إستيبان باسكوالي. ثم شارك في ذات العام في الفيلم الفكاهي الغنائي (ايقاع النهر) بدور اوليفر كورتني. وفي العام التالي شارك في فيلم الطبيب المجنون وفيلم القطة السوداء المقتبس عن قصة قصيرة كتبها إدغار آلان بو. وقد نشرت لأول مرة في 19 أغسطس 1843 وهي دراسة نفسية للشعور بالذنب، وغالبا ما تقرن في تحليلها قصة إدغار آلان بو «القلب الواشي». وفي كلا القصتين، يخفي القاتل جريمته بعناية ويعتقد نفسه أنه لن يكتشف، ولكن في النهاية ينهار ويكشف عن نفسه، مدفوعا من الانزعاج المستمر بسبب شعوره بالذنب. وفي ذات العام شارك في فيلم السيدة الدولية الذي تدور احداثه عن الجاسوسية وفيلم مكالمة باريس الذي جسد فيه شخصية اندريه بينويت.
عام 1942 شارك راثبون في فيلم مفترق الطرق مع ويليام باول وهيدي لامار، وفيلم الأصابع عند النافذة مع ليو أيريس ولارين داى، وفي عام 1943 شارك في فيلم فوق الشبهات، مع الممثل الألماني كونراد فايت وفريد ماكموراي وجوان كراوفورد، وهو من نوع أفلام الجاسوسية مقتبس عن رواية للكاتبة الاسكتلندية هيلين ماكينيس.

### شارلوك هولمز

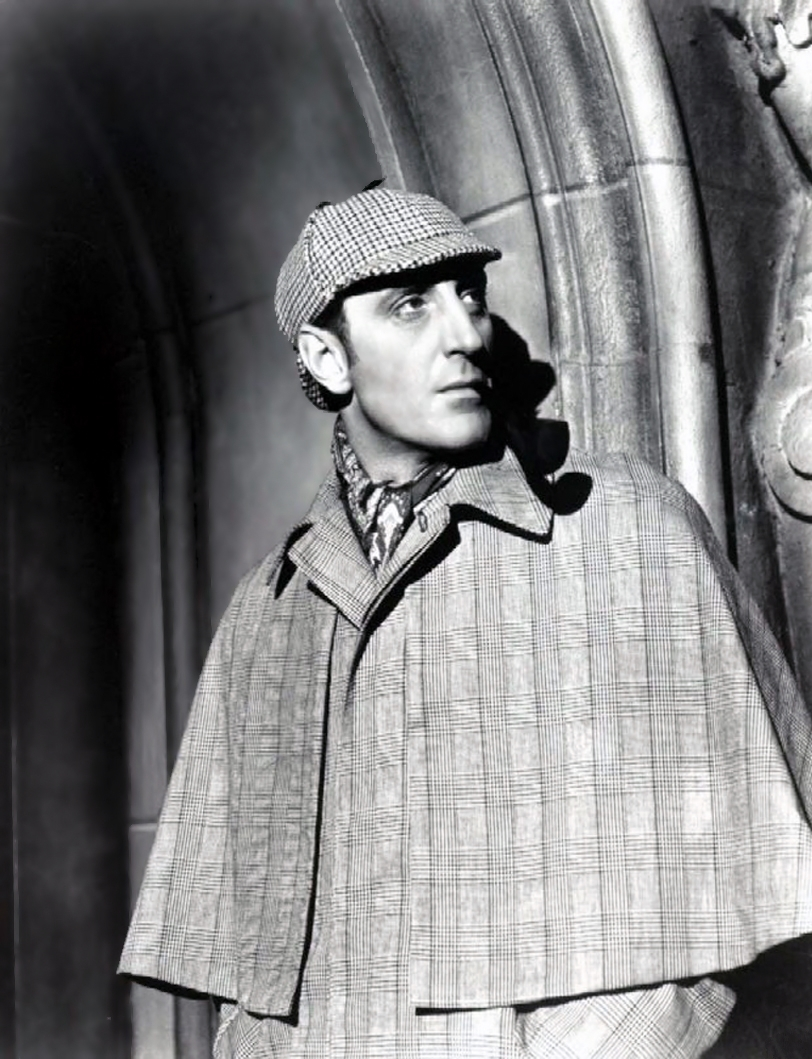
بازل راثبون في دور شارلوك هولمز

اشتهر راثبون من خلال سلسلة أفلام شيرلوك هولمز، وهي شخصية خيالية لمحقق من أواخر القرن التاسع عشر وأوائل القرن العشرين ابتكرها الكاتب والطبيب الإسكتلندي سير آرثر كونان دويل. وهو «محقق استشاري» يتخذ من مدينة لندن مقرًا له، ويساعد رجال الشرطة والمحققين عندما لا يجدون حلولًا للجرائم التي تواجههم. وتميز بمهارته في استخدام التفكير المنطقي، وقدرته على التنكر والتمويه، إضافة إلى استخدام معلوماته في مجال الطب الشرعي لحل أعقد القضايا.
وكان أول من رشح بازل راثبون لهذا الدور شركة تونتيث سينتشوري فوكس.ونجح الفيلم نجاحًا مدوياً، لدرجة أن فوكس أنتجت جزء ثاني له عام 1939 لكن الشركة بعد ذلك صرفت نظر عن إنتاج جزء ثالث بسبب اهتمام شركة يونيفرسال ستوديوز بإنتاج السلسلة.
أنتجت يونيفرسال سلسلة أفلام شرلوك هولمز (بين عاميّ 1941 و 1944) وكلها شارك فيها الممثل نيجل بروس بدور دكتور واطسون ودارت أحداث أول فيلمين «كلب آل باسكرفيل» و«مغامرات شيرلوك هولمز» (وكلاهما أنتجتهما فوكس عام 1939) في أواخر العصر الفيكتوري مثل القصص الأصلية. وكان اختيار شركة يونيفرسال لرواية (كلب آل باسكرفيل) ليكون الفيلم الأول، نظراً لأرتفاع مبيعات الرواية الأصلية، والتي تعد أول ظهور لشخصية المحقق هولمز بعد انقطاع. وتبدأ أحداثها بموت السير شارلز باسكرفيل بالقرب من منزله، باسكرفيل هول، وهي ملكية واسعة تقع في ديفون. يقرر التحقيق أن الوفاة كانت بفعل سكتة قلبية، لكن صديقه الدكتور مورتيمور، الذي قام بفحص الجثة، يلاحظ ملامح غريبة على وجه الضحية، كأنه كان خائفا من شيئا ما، كما أن آثار أقدامه تشير إلى أنه كان يحاول الهروب. فيلجأ مورتيمو لشرلوك هولمز لطلب المساعدة، ويوضح له سبب عدم الإفصاح عن شكوكه خلال جلسة التحقيق، إذ أن هناك أسطورة حول عائلة باسكرفيل، يعود تاريخها إلى زمن الحرب الأهلية الإنجليزية، أين تسبب السير هوغو باسكرفيل في وفاة زوجته بطريقة وحشية. كانت الزوجة تملك كلبا وفيا جدا لها، وتقول الأسطورة أن ذلك الكلب تحول إلى كلب ضخم، وقام بقتل السير هوغو انتقاما منه، وأنه سيتسبب في قتل كل من يرث ملكية باسكرفيل هول. ينهي الدكتور موتيمور حديثه بأن خوفه الأكبر الآن هو من أجل السير هنري باسكرفيل، الوريث الوحيد السير شارلز باسكرفيل وابن أخيه، القادم حديثا من كندا.
أما سلسلة الأفلام اللاحقة التي أنتجتها شركة يونيفرسال، والتي بدأت بفيلم "شيرلوك هولمز وصوت الرعب/ فكانت أحداثها تدور في القرن العشرين. وكان منها 3 أفلام مرتبطة بالحرب العالمية الثانية: هولمز والسلاح السري وهولمز في واشنطن وشرلوك هولمز يواجه الموت.
قام راثبون وبروس بإعادة تمثيل أدوارهما (بالتزامن مع فترة عرض الأفلام) في سلسلة حلقات على الراديو. حيث أدى راثبون دور شيرلوك في سلسلة الراديو مع بداية عرض «مغامرات جديدة لشيرلوك هولمز» الذي بدأ عرضه في أكتوبر 1939، ولكن بعد تراجُع شعبية الأفلام عام 1946، تنازل راثبون عن دوره في الراديو إلى توم كانوي. وقد واصل كانوي وبروس أداء السلسلة على الراديو لموسمين آخرين، حتى توقف كلاهما عن العمل في يوليو 1947.
لم يستطع راثبون أن يحرر نفسه من ظِل المحقق العظيم بالرغم من قيامه بأدوار أخرى في أفلام أخرى. وهو مادعى راثبون إلى رفض تجديد عقده مع شركة مترو غولدوين ماير بسبب حصره في هذا الدور. وبالرغم من ذلك ظهر راثبون بدور هولمز مرة أخرى في السنوات التالية، في برنامج تلفزيوني مع ميلتون بيرل في أوائل الخمسينات، حيث تبرع بقبعته وعبائته، وظهر مرة أخرى مرتديًا زي هولمز في سلسلة من الإعلانات التلفزيونية لمبيدات جيتز في إعلان ("جيتز يقضي عليهم).
قدّم راثبون دور هولمز على المسرح أيضاً في مسرحية كتبتها زوجته ويدا بيرجير. وقد قام توماس جوميز (الذي لعب دور قائد نازي في شيرلوك هولمز وصوت الرعب) بدور البروفسور الشرير موريارتي. وقد اُختير نيجل بروس لأداء دور دكتور واطسون مرة أخرى، ولكنه مرض بشدة، ولعب الدور بدلاً منه الممثل جاك رين. فنتج عن غياب بروس مشاعر سلبية سيطرت على بازل راثبون، وخاصة بعد وفاة بروس في 8 أكتوبر 1953 أثناء فترة التدريبات على المسرحية. وقد عُرضت المسرحية لثلاث مرات فقط ثم توقف عرضها.

### 1953 - 1967

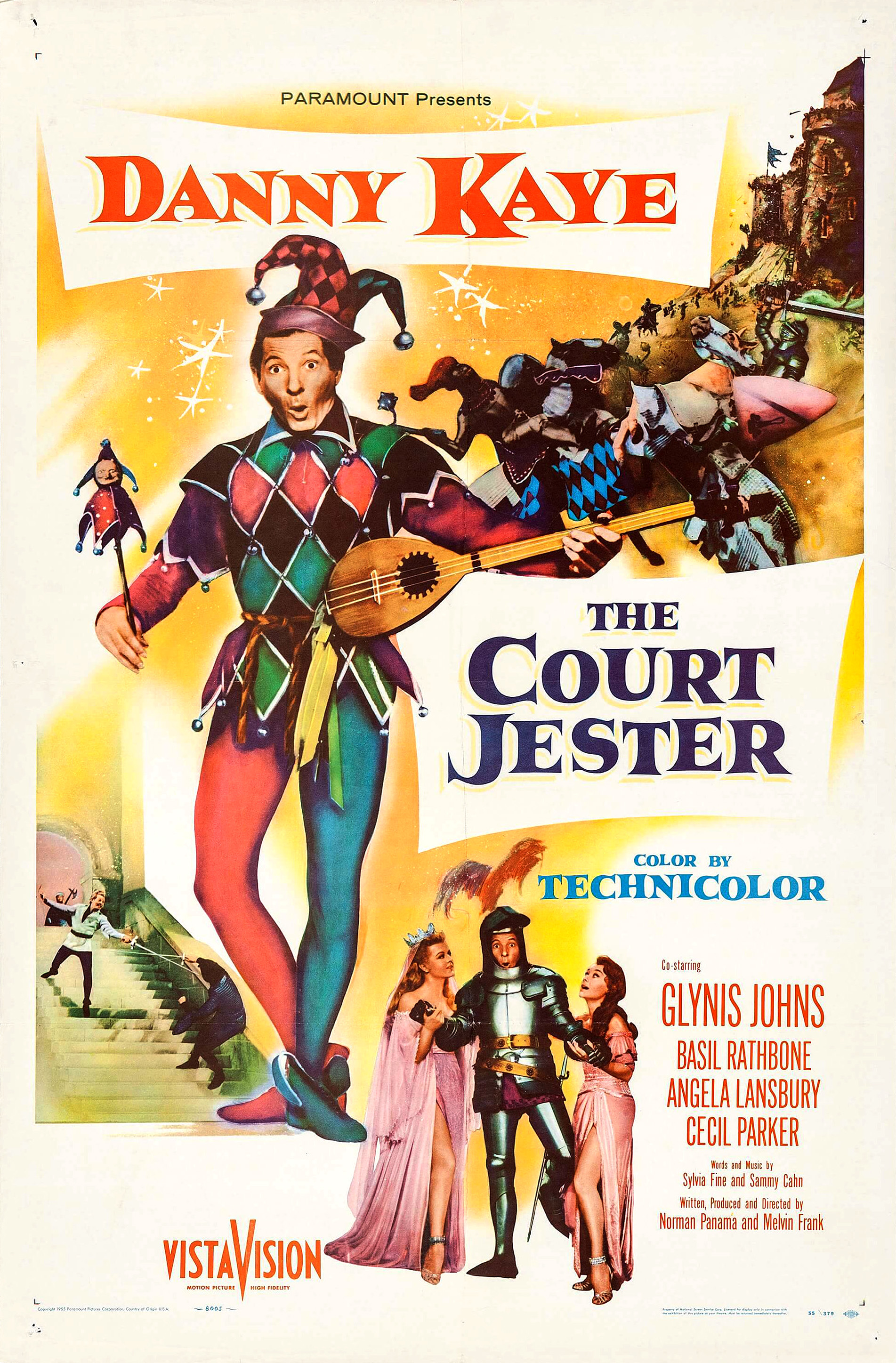
ملصق فيلم مهرج البلاط

بعد أن انتهى راثبون من سلسلة أفلام شارلوك هولمز، عاد إلى دور البطل الثاني، فشارك عام 1954 في فيلم ليلة كازانوفا الكبيرة وهو فيلم فكاهي من إخراج نورمان مكليود وتمثيل بوب هوب وجوان فونتين، وتدور قصته حول الخياط الذي ينتحل شخصية جياكومو كاسانوفا، وهو محاكاة ساخرة للفرسان الثلاثة (المتعنترون) الذين تم تجسيدهم في مجموعة من أفلام المغامرة التاريخية. وقد ضم الفيلم أيضا كلاً من أودري دالتون، وفنسنت برايس (الذي ظهر في الفيلم على انه كاسانوفا الحقيقي).
وفي ذات العام ظهر بدور شبح مارلي في (ترنيمة عيد الميلاد) وهو عرض تلفزيوني أمريكي لرواية تشارلز ديكنز التي تحمل ذات الاسم. وتروي هذه الرواية قصّة الرجل المسن البخيل إبنزر سكروج، إذ يزوره شبح شريكه السابق في العمل جاكوب مارلي وأرواح عيد الميلاد الماضي والحاضر والآتي. يتحوّل سكروج إلى رجل طيّب ولطيف بعد زيارتهم.
عام 1955 شارك في مهرج البلاط الملكي وهو فيلم موسيقي فكاهي من إخراج ملفين فرانك. وتمثيل داني كاي وجلينز جونز، تدور أحداثه في العصور الوسطى في إنجلترا.
عام 1958 شارك في فيلم الهتاف الأخير من إخراج جون فورد وتمثيل سبنسر تريسي، الذي يقوم بدور رئيس بلدية مخضرم يستعد لحملة انتخابية أخرى. وقصة الفيلم مقتبسة عن رواية الهتاف الأخير لأدوين كونور،

## أعماله المسرحية
شارك بازل راثبون في 40 مسرحية، عرض أغلبها في المملكة المتحدة.
| - تاجر البندقية - الحارس - روميو وجولييت - البجعة - الملكة تارا - اليهودي - نساء ويندسور المرِحات - المجهول | - كما تحبها - موجة حر - شارع ويمبل - الملك لير - الاسير - الوريثة - عطيل - ماكبث | - لو كنت ملك - يوليوس قيصر - ريتشارد الثاني - الليلة الثانية عشرة - هنري الخامس - طريق الشيطان - شرلوك هولمز - عائلة باريت من شارع ويمبول |

## أعماله السينمائية
بلغ عدد أعماله السينمائية نحو 85 فيلماً، شارك فيها كممثل ثانوي أو كبطل رئيسي للعمل.

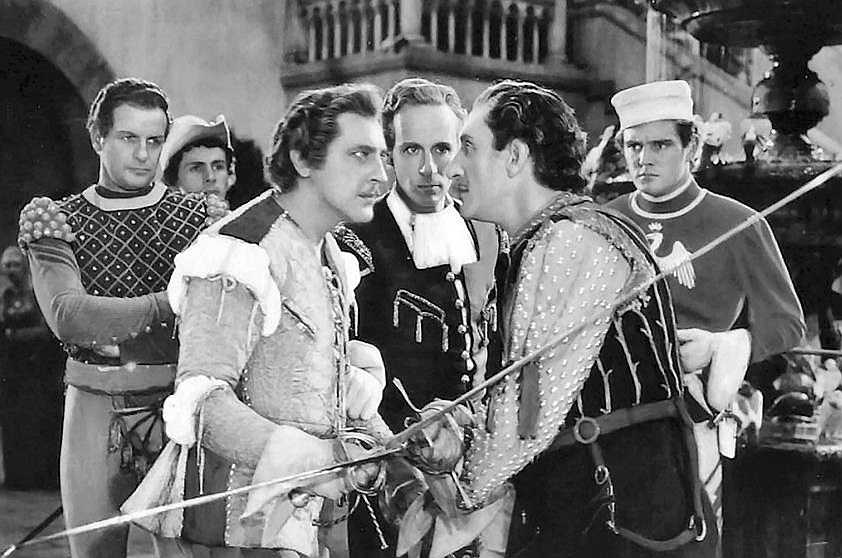
بازل بدور تيبولت في فيلم روميو وجولييت 1936، الذي ترشح عنه لجائزة الاوسكار

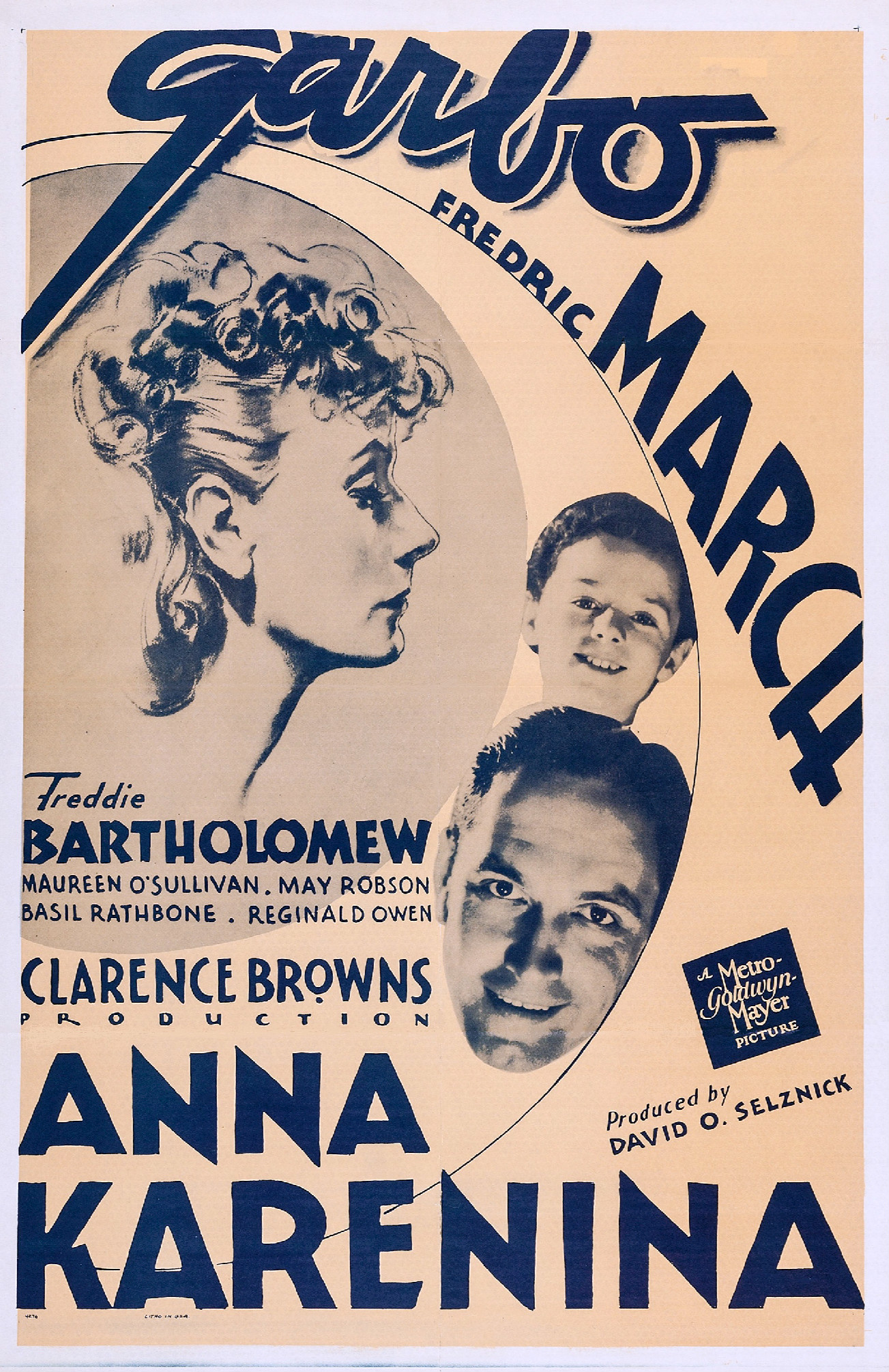
ملصق فيلم آنا كارنينا

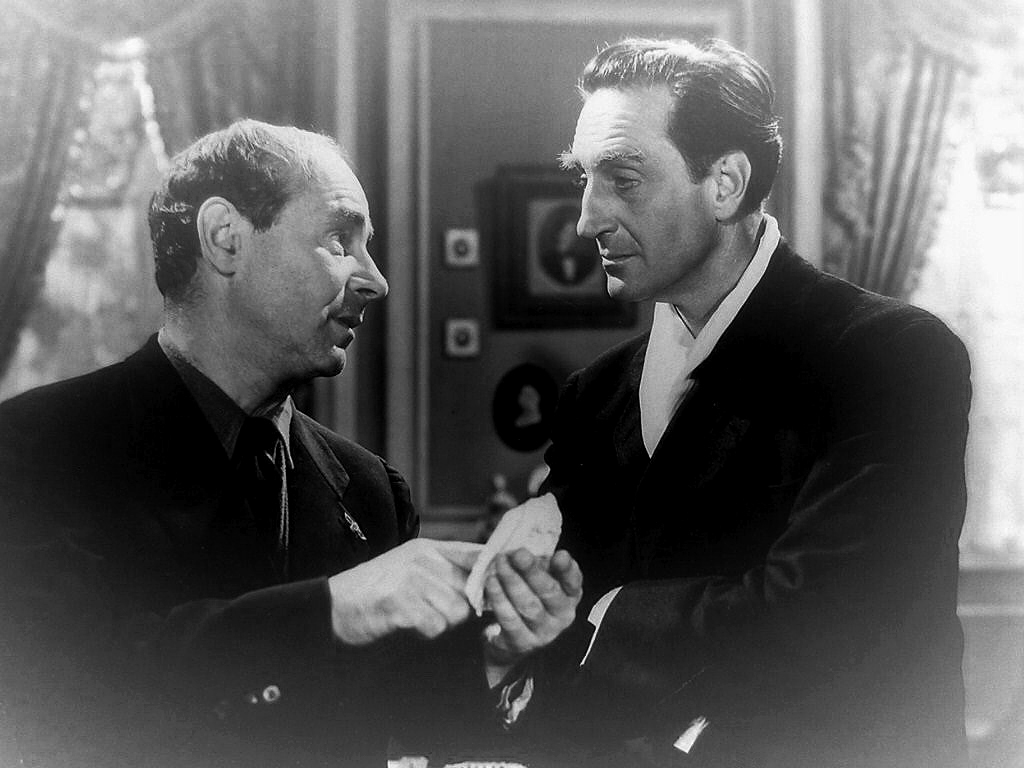
باسيل راثبون مع ميخائيل راسومني في فيلم نبض القلب 1946

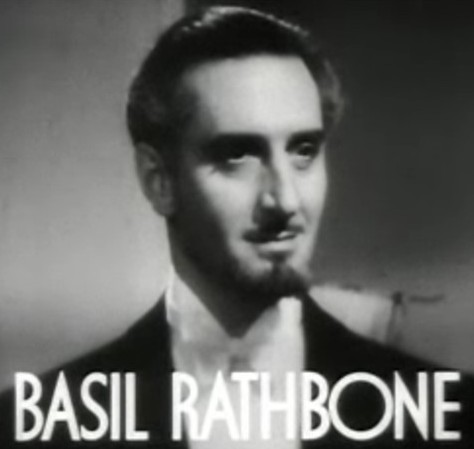
راثبون في فيلم توفاريش

| السنة | الفيلم                 | الشخصية                 | ملاحظات            |
| ----- | ---------------------- | ----------------------- | ------------------ |
| 1921  | البرئ                  | اماديس دي جسلين         |                    |
| 1921  | فاكهة مثمرة            | دون سيزار كاريللي       |                    |
| 1923  | مدرسة الفضائح          | جوزيف سورفس             |                    |
| 1923  | ماري ملكة اسكتلندا     | بدون اسم                | دور صامت           |
| 1924  | تروبينغ ويذ الين       | توني وينترسليب          | مفقود              |
| 1925  | العروس الملثمة         | انطوان                  | مفقود              |
| 1926  | الخدعة الكبرى          | ريتزيو                  | مفقود              |
| 1929  | السيدة تشيني           | انطوان                  |                    |
| 1930  | الأرملة                | الكولونيل جون           |                    |
| 1935  | القبطان بلود           | ليفاسور                 |                    |
| 1935  | قصة مدينتين            | ماركوس ايفرموند         |                    |
| 1935  | أخر أيام بومبي         | بيلاطس البنطي           |                    |
| 1936  | حديقة الله             | كونت انتوني             |                    |
| 1936  | روميو وجولييت          | تيبالت                  | ترشح لجائزة أوسكار |
| 1938  | مغامرات روبن هود       | السير جيسبورن           |                    |
| 1938  | لوكنت ملك              | الملك لويس              | ترشح لجائزة أوسكار |
| 1939  | ابن فرانكشتاين         | بارون وولف              |                    |
| 1939  | كلب آل باسكرفيل        | شارلوك هولمز            |                    |
| 1940  | علامة زورو             | القبطان استيبان باسكوال |                    |
| 1941  | القط الأسود            | هارتلي                  |                    |
| 1946  | نبض القلب              | أريستيد                 |                    |
| 1954  | ليلة كازانوفا الكبيرة  | لوسيو                   |                    |
| 1987  | مهرج البلاط            | السير ريفنهورست         |                    |
| 1962  | السيف السحري           | لوداك                   |                    |
| 1962  | بيلاطس البنطي          | قيافا                   |                    |
| 1965  | الدكتور روك والسيد رول | روك                     |                    |
| 1967  | البيت المسكون          | جريجور                  |                    |

## الإذاعة والتلفزيون
عام 1937 قدم راثبون مسرحية إذاعية عن كابتن بلود بالإضافة إلى ظهوره في العديد من البرامج الإذاعية، وبين عامي 1939-1946 شارك في مسلسل إذاعي بعنوان مغامرات شيرلوك هولمز الجديدة من 220 حلقة كانت تبث أسبوعيا يوم الاثنين من الساعة 8:30 إلى الساعة 9:00 مساء. وسجل راثبون قصائد بصوته، مثل قصيدة (ليلة ما قبل عيد الميلاد) للشاعر الأمريكي كليمنت كلارك مور، وسجل أيضاً مجموعة قصائد للشاعر إدغار آلان بو. وخلال حقبة الخمسينات والستينات شارك بازل راثبون في مسلسلات درامية والمقابلات التلفزيونية.

## الإعلانات التجارية
كان بازل راثبون وجه إعلاني مميز، ظهر في إعلانات تجارية عديدة، وكانت تُستخدم صورته أيضاً لبيع العديد من المنتجات، ولأن راثبون كان مشهور جداً بدور شرلوك هولمز، قامت العديد من الإعلانات باستخدام صورته في دور هولمز. إضافة إلى ظهوره بإعلانات أخرى، كان من أبرزها:
- إعلان خطوط نورث ويست الجوية عام 1950 ظهر فيه بعنوان السفر دائمًا متعة في خطوط نورث ويست، وكان هذا الإعلان في الصحف المحلية لمدينة نيويورك.
- إعلان قميص فان هيوسن عام 1954 كان القميص الذي يرتديه بازل تكلفته 4.95$، وربطة العنق التي يرتديها تكلفتها 1.50$ مع عبارة «قميص فان هيوسن لن يتجعد ابداً».[44]
- إعلان مارتيني عام 1958 ظهر راثبون بشخصية شرلوك هولمز يفحص بنفسه كأس من المارتيني، وهو يقول: شيء أساسي أن الجريمة لا تفيد – هذا حقيقي سواء كانت هذه الجريمة قتل أو سرقة أو حرق أو ابتزاز أو صنع مارتيني سيء.على الرغم من أن الجريمة الأخيرة نادراً ما قد تؤدي إلى أن يفقد الرجل حياته، إلا أنها تؤدي إلى خسارته لأصدقائه. إن الجهل بالشيء لا يغفر للمرء ارتكابه للجريمة – فيجب أن يكون معروف جيداً أن المارتيني الذي لديه أعلى قبول اجتماعي بين الناس هو مارتيني الجنتلمان.[45]
- إعلان أواني ألكوا مع ماريون مكارول والسيدة فيرد بيتينيلا والشيف جون مانوات، ظهر راثبون يوصي باستعمال أواني الألومنيوم ألكوا. وتحت صورة الإعلان كتب : بازل راثبون، نجم المسرح والشاشة المتميز. الرجل الذواق الذي يسعد أصدقائه في هوليوود بفنه في المطبخ، يقدم (جراد البحر) على المشواة ويرافقه سلطة خضراء (مع الصوص الخاص بها) والجبن المبشور. وهو يوصي باستخدام أواني الألومنيوم عند إعداد وجبات الطعام حتي تكون لذيذة عند تذوقها.[46]

## الجوائز والتكريم
- حصل بازل راثبون على جائزة توني عام 1948 كأفضل ممثل مسرحي عن دوره في مسرحية الوريثة.
- رُشِّح لجائزة أوسكار عن دوره في فيلم روميو وجولييت عام 1936،[47]
- رشح لجائزة أوسكار عن دوره في فيلم لو كنت الملك عام 1938.
- وضعت ثلاث نجوم تحمل اسمه على ممشى المشاهير في هوليوود.[48]

## حياته الشخصية
تزوج بازل راثبون من الممثلة ماريون فوريمان عام 1914 وانفصل الزوجين عام 1926 ولديهما ابن وحيد هو روديون (1915-1996 والذي عمل لفترة وجيزة في هوليوود باسم جون روديون. وتزوج عام 1927 من الكاتبة والممثلة ويدا بيرجير، وتبنّا الزوجين ابنة هي سينثيا راثبون (1939-1969 واشتهرت ويدا (التي كانت مديرة أعمال زوجها أيضاً خلال حياته المهنية في هوليوود) بالحفلات عالية المستوى التي تقيمها في منزلهم، والتي يحضرها الكثير من الأشخاص البارزين والمؤثرين. وقد كان هذا الأمر هو سبب النكتة التي ظهرت في فيلم الشبح 1940 (فيلم لم يشارك فيه بازل) حيث جاء على لسان البطلة أثناء عاصفة رعدية شديدة في نيويورك : «لابد أن بازل راثبون يقيم حفلة الآن».

## الكتب
أدبيًا، تناولت العديد من الكتب شخصية بازل راثبون وأفلامه سواء بالعرض أو النقد أو التحليل، منها:
- كتاب سيرة ذاتية أشرف على تأليفه راثبون بنفسه بعنوان (بازل راثبون : داخل وخارج الشخصية) والذي صدر عام 1962، وهو كتاب مليء بمعلومات واخبار عن حقبة الثلاثينات والأربعينات من سينما القرن العشرين. حيث يستعرض الكاتب معلومات صريحة وثاقبة عن بعض المبدعين الأصليين في هذه الصناعة، ويتضح لمن يقرأ الكتاب ان راثبون كان رومانسي ومختصر وواقعي، فغالباً ما تكون حكاياته وقصصه مرحة ومبهجة، وقد تكون حزينة في بعض الاحيان. قصص وتجارب راثبون النفسية التي تتضمن عائلته تبدو مثيرة للاهتمام خاصة علاقته بأخوه، ولم ينسى راثبون أن يقدم نصيحته بشأن التمثيل.[51]
- كتاب (بازل راثبون: حياته وأفلامه) تناول الكاتب مايكل دروكسمان شخصية راثبون وقدم وصفا تفصيليا لجميع أفلامه، بما في ذلك زملاء التمثيل الذين شاركوه في أعماله، كما استعرض مراجعات النقاد وملاحظات الإنتاج والتصوير وغيرها، إضافة إلى 250 صورة نادرة.[52]
- كتاب (شيرلوك هولمز والوجوه الرائعة) للمؤلف مايكل آي هوي (وهو كاتب ومخرج ومنتج سينمائي - وأيضاً هو ابن الممثل البريطاني دينيس هوي، الذي لعب المفتش ليستراد في سلسلة شيرلوك هولمز العالمية) يعتبر بمثابة تكريم لفريق عمل سلسلة أفلام شرلوك هولمز في أربعينات القرن العشرين، والتي أبرزت كلاُ من بازل راثبون ونايجل بروس كممثلين موهوبين، ومجموعة من الممثلين والممثلات، بلغ عددهم 68 رجل وامرأة وكانت هذه السلسلة هي الأفضل في وقتها.[53]
- كتاب (سلاح إنجلترا السري: أفلام شرلوك هولمز في زمن الحرب) يبين الطريقة التي استخدمت فيها هوليود شيرلوك هولمز في سلسلة مكونة من أربعة عشر فيلمًا امتدت خلال سنوات الحرب العالمية الثانية في أوروبا، بدءاً من فيلم كلب آل باسكرفيل في عام 1939 وحتى فيلم يرتدي ليقتل في عام 1946. وقد أثر أداء بازل راثبون لشخصية هولمز على أي ممثل أتى بعده ولعب هذه الشخصية الشعبية في السينما والتلفزيون والمسرح والإذاعة.[54]
- كتاب (الوجوه المألوفة القديمة: الممثلين العظماء) يعتبر راثبون أحد أبرز وأشهر الممثلين الرئيسيين في فترة الثلاثينات من القرن العشرين وقد كان يبلغ عدد هؤلاء الممثلين حوالي 89 ممثل وممثلة، وقد تضمن هذا الكتاب، الذي يبلغ عدد صفحاته 320 صفحة، وصف شامل لحياتهم الشخصية والعملية. وقد بلغ عدد صفحات الفصل الذي يتكلم فيه الكتاب عن راثبون خمس صفحات.[55]

## اقرأ أيضاً
- شرلوك هولمز
- جيرمي بريت
- بيتر كوشنغ

## روابط خارجية
- بازل راثبون على موقع IMDb (الإنجليزية)
- بازل راثبون على موقع الموسوعة البريطانية (الإنجليزية)
- بازل راثبون على موقع روتن توميتوز (الإنجليزية)
- بازل راثبون على موقع ألو سيني (الفرنسية)
- بازل راثبون على موقع ميوزك برينز (الإنجليزية)
- بازل راثبون على موقع تيرنر كلاسيك موفيز (الإنجليزية)
- بازل راثبون على موقع أول موفي (الإنجليزية)
- بازل راثبون على موقع قاعدة بيانات برودواي على الإنترنت (الإنجليزية)
- بازل راثبون على موقع قاعدة بيانات الأفلام السويدية (السويدية)
- بازل راثبون على موقع إن إن دي بي (الإنجليزية)